# David Krummenacker
David Krummenacker (* 24. Mai 1975 in El Paso, Texas) ist ein US-amerikanischer Leichtathlet, der sich auf den Mittelstreckenlauf spezialisiert hat.

## Sportliche Erfolge
Seinen größten sportlichen Erfolg feierte Krummenacker bei den Hallenweltmeisterschaften 2003 in Birmingham, als er den Titel im 800-Meter-Lauf gewann. In persönlicher Bestzeit von 1:45,69 min konnte Krummenacker den Weltrekordler Wilson Kipketer (1:45,87 min) aus Dänemark und den Kenianer Wilfred Bungei (1:46,54 min) distanzieren.
Krummenacker war in den Jahren 2001 bis 2003 US-amerikanischer Meister auf seiner Spezialstrecke und gewann zudem 2003 bei den nationalen Hallenmeisterschaften.
Er schaffte es während seiner aktiven Zeit nicht, sich durch einen Platz unter den besten drei bei den US-amerikanischen Meisterschaften für Olympische Spiele zu qualifizieren.
Krummenacker ging unter anderem bei den Weltmeisterschaften 2001, 2003 und 2005 über 800 Meter sowie 1999 über 1500 Meter an den Start, schied aber jeweils im Halbfinale aus.
2000 stellte er in Boston gemeinsam mit Joey Woody, Karl Paranya und Rich Kenah in einer Zeit von 7:13,94 min einen Hallenweltrekord in der selten gelaufenen 4-mal-800-Meter-Staffel auf.

## Persönliche Bestzeiten
- 800-Meter-Lauf
  - Freiluft:  1:43,92  min (2002), Brüssel
  - Halle: 1:45,69 min (2003), Birmingham
- 1000-Meter-Lauf
  - Freiluft:  2:15,97  min (2002), Portland (Oregon)
  - Halle: 2:17,86 min (2002), Boston
- 1500-Meter-Lauf
  - Freiluft:  3:31,93  min (2002), Stockholm
  - Halle: 3:39,04 min (2003), Boston
- Meilenlauf
  - Freiluft:  3:54,23  min (2002), Edwardsville
  - Halle: 3:58,62 min (1998), Gainesville

## Sonstiges
Bei einer Körpergröße von 1,90 m beträgt Krummenackers Wettkampfgewicht 79 kg. In Bezug auf seinen Bahai-Glauben sagte Krummenacker nach den Hallenweltmeisterschaften 2003:

„I never pray for victory, only for strength and for my health to remain strong… When it (spirituality) is not present, differences arise. Frequently we hear stories in the media of athletes having problems with their teammates, their coaches, their competitors, their wives and girlfriends. These turmoils are often a result of the lack of spirituality. I think when spirituality is present, conflicts cease.“

„Ich bete nie für Siege, sondern nur für körperliche Stärke, Gesundheit und Ausdauer… Wenn die Spiritualität fehlt, merke ich den Unterschied. Häufig hören wir in den Medien Geschichten von Athleten, die Probleme mit ihren Teamkollegen, Trainern, Konkurrenten, Ehefrauen oder Freundinnen haben. Dies ist oft eine Folge fehlender Spiritualität. Ich denke, wenn genug Spiritualität vorhanden ist, gibt es diese Konflikte nicht mehr.“

Die Kraft zur Überwindung von Niederlagen und inneren Konflikten schöpft er aus seinem Glauben.